# Colusa County
Das Colusa County ist ein County im Norden des Bundesstaates Kalifornien der Vereinigten Staaten. Der Verwaltungssitz (County Seat) ist in Colusa.

## Geschichte
Das County wurde 1850 gegründet und ist somit eines der ersten Countys Kaliforniens. 1856 und 1891 wurden Teile an das Tehama County und an das Glenn County abgegeben. Der Name Colusa wird vom Namen eines Stammes der amerikanischen Ureinwohner abgeleitet, die auf der Westseite des Sacramento River lebten.
6 Bauwerke des Countys sind im National Register of Historic Places eingetragen.

## Demografische Daten
Nach der Volkszählung im Jahr 2000 lebten im Colusa County 18.804 Menschen. Es gab 6097 Haushalte und 4578 Familien. Die Bevölkerungsdichte betrug 6 Einwohner pro Quadratkilometer. Ethnisch betrachtet setzte sich die Bevölkerung zusammen aus 64,29 % Weißen, 0,55 % Afroamerikanern, 2,33 % amerikanischen Ureinwohnern, 1,21 % Asiaten, 0,39 % Bewohnern aus dem pazifischen Inselraum und 26,68 % aus anderen ethnischen Gruppen; 4,54 % stammten von zwei oder mehr ethnischen Gruppen ab. 46,54 % der Bevölkerung waren spanischer oder lateinamerikanischer Abstammung.
Von den 6097 Haushalten hatten 41,40 % Kinder und Jugendliche unter 18 Jahre, die bei ihnen lebten. 59,60 % waren verheiratete, zusammenlebende Paare, 9,60 % waren allein erziehende Mütter. 24,90 % waren keine Familien. 21,50 % waren Singlehaushalte und in 10,10 % lebten Menschen im Alter von 65 Jahren oder darüber. Die Durchschnittshaushaltsgröße betrug 3,01 und die durchschnittliche Familiengröße lag bei 3,51 Personen.
Auf das gesamte County bezogen setzte sich die Bevölkerung zusammen aus 31,60 % Einwohnern unter 18 Jahren, 10,30 % zwischen 18 und 24 Jahren, 26,90 % zwischen 25 und 44 Jahren, 19,80 % zwischen 45 und 64 Jahren und 11,40 % waren 65 Jahre alt oder darüber. Das Durchschnittsalter betrug 32 Jahre. Auf 100 weibliche Personen kamen 103,40 männliche Personen, auf 100 Frauen im Alter ab 18 Jahren kamen statistisch 103,80 Männer.
Das jährliche Durchschnittseinkommen eines Haushalts betrug 35.062 USD, das Durchschnittseinkommen der Familien betrug 40.138 USD. Männer hatten ein Durchschnittseinkommen von 32.210 USD, Frauen 21.521 USD. Das Prokopfeinkommen betrug 14.730 USD. 16,10 % Prozent der Bevölkerung und 13,00 % der Familien lebten unterhalb der Armutsgrenze. 19,50 % davon waren unter 18 Jahre und 8,20 % waren 65 Jahre oder älter.

## Orte im County

### Citys
- Colusa (County Seat)
- Williams

### Census-designated places
- Arbuckle
- College City
- Grimes
- Lodoga
- Maxwell
- Princeton
- Stonyford